# ترکمن‌های خراسان
تُرکَمَن‌ها در خراسان به  مردم ترکمن ساکن خراسان و شرق ترکمن‌صحرا گفته می‌شود. آن‌ها به زبان ترکمنی  سخن می‌گویند و بیشتر آنان مسلمان و پیرو مذهب سنی حنفی هستند و در استان‌های خراسان رضوی و خراسان شمالی ساکن‌اند. پیشینه و فرهنگ آن‌ها با دیگر مردم ترکمن پیوند و شباهت دارد و این تقسیم بندی  ترکمن‌های خراسان بر اساس منطقهٔ جغرافیایی است در مقابل ترکمن‌های جمهوری ترکمنستان و استان گلستان. در کوهستان‌های غربی بجنورد و در آن قسمت که طایفه‌های «گوکلان»، «تکه» و «نخورلی» مستقر هستند دهستان‌هایی در همسایگی ترکمن‌ها دیده می‌شود که مردمش در برخی دهکده‌ها از گروه‌های خراسانی هستند.

## مراکز
- تربت جام
- درگز
- بجنورد منطقه جوادیه